# Anders Kjærulff
Anders Kjærulff Christensen er dansk journalist, radiovært, debattør og foredragsholder. Han var vært på radioprogrammet "Aflyttet" på Radio24syv, hvor han har markeret sig som kritiker af dele af digitalisering i samfundet - særligt overvågning af privatborgere og digitaliseringen af betalinger. I 2007 var han en del af DRs Montage- og dokumentargruppe, der modtog Nordfag-prisen. I 2010 modtog han Mediernes Internetpris i katagorien "Årets Brugerinddragelse" som redaktør på Ekstra Bladets "Nationen". I 2015 fik han Databeskyttelsesprisen for sit arbejde med radioprogrammet "Aflyttet".
Han er medstifter af Analogiseringsstyrelsen, en interesseorganisation der forsøger at skabe debat om og sætte nye perspektiver på digitaliseringen af samfundet.

Anders Kjærulff har tidligere været redaktør på DR-programmet Harddisken og på "Nationen" hos Ekstra Bladet. Han har tidligere arbejder som journalist på Videnskab.dk og i IT-fagforeningen Prosa. Han er uddannet journalist fra Danmarks Journalist Højskole i 1990.